# UEFA Conference League 2024-2025 (fase campionato)
La fase campionato della UEFA Conference League 2024-2025 si è disputata tra il 2 ottobre e il 19 dicembre 2024. Hanno partecipato a questa fase della competizione 36 club: 24 di essi si sono qualificati alla successiva fase a eliminazione diretta, tra cui le prime otto squadre classificate direttamente agli ottavi di finale, mentre le classificate dal 9º al 24º posto agli spareggi per decretare le restanti otto. Essa condurrà alla finale di Breslavia del 28 maggio 2025.

## Date
| Fase            | Sorteggio                               | Turno            | Data                |
| --------------- | --------------------------------------- | ---------------- | ------------------- |
| Fase campionato | 29 agosto 2024, ore 14:30 CEST (Monaco) | Prima giornata   | 2-3 ottobre 2024    |
| Fase campionato | 29 agosto 2024, ore 14:30 CEST (Monaco) | Seconda giornata | 24 ottobre 2024     |
| Fase campionato | 29 agosto 2024, ore 14:30 CEST (Monaco) | Terza giornata   | 7 novembre 2024     |
| Fase campionato | 29 agosto 2024, ore 14:30 CEST (Monaco) | Quarta giornata  | 27-28 novembre 2024 |
| Fase campionato | 29 agosto 2024, ore 14:30 CEST (Monaco) | Quinta giornata  | 12 dicembre 2024    |
| Fase campionato | 29 agosto 2024, ore 14:30 CEST (Monaco) | Sesta giornata   | 19 dicembre 2024    |

## Formato
Nella fase campionato le 36 squadre partecipanti vengono divise in sei fasce di merito in base al coefficiente UEFA 2024. Ogni squadra affronta sei avversarie differenti, tre in casa e tre in trasferta, una per ogni fascia di merito. Ai fini del sorteggio, le sei fasce sono divise in tre coppie (1 e 2, 3 e 4, 5 e 6) in modo che per ogni coppia si affronti una squadra in casa e una in trasferta. In base ai risultati ottenuti viene stilata un'unica classifica che raggruppa tutte le 36 squadre. Al termine della fase campionato, le prime otto classificate accedono direttamente agli ottavi di finale della fase a eliminazione diretta. Le 16 squadre dal nono al ventiquattresimo posto accedono agli spareggi per determinare le restanti otto che accedono agli ottavi di finale. Le rimanenti squadre classificate dal venticinquesimo al trentaseiesimo posto sono eliminate dalla competizione.
Nel caso che due o più squadre finiscano a pari punti in classifica, vengono adottati i seguenti criteri in ordine di importanza per stabilire le posizioni finali:
1. Migliore differenza reti;
2. Maggiore numero di reti segnate;
3. Maggiore numero di reti segnate in trasferta;
4. Maggiore numero di vittorie;
5. Maggiore numero di vittorie in trasferta;
6. Maggiore numero di punti realizzati complessivamente dalle avversarie affrontate;
7. Migliore differenza reti complessiva delle avversarie affrontate;
8. Maggiore numero di reti segnate complessivamente dalle avversarie affrontate;
9. Minore penalità derivante dai cartellini gialli e rossi ricevuti: 3 punti per ogni cartellino rosso, 1 punto per ogni cartellino giallo e 3 punti per l'espulsione dovuta a due cartellini gialli;
10. Migliore coefficiente UEFA 2024.

## Squadre
| Legenda |
| --- |
| Classificati dalla prima all'ottava posizione (teste di serie agli ottavi di finale della fase a eliminazione diretta)                  |
| Classificati dalla nona alla sedicesima posizione (teste di serie agli spareggi della fase a eliminazione diretta)                      |
| Classificati dalla diciassettesima alla ventiquattresima posizione (non teste di serie agli spareggi della fase a eliminazione diretta) |
| Classificati dalla venticinquesima alla trentaseiesima posizione (eliminati)                                                            |

| Squadre    | Coeff  |
| Urna 1     | Urna 1 |
| ---------- | ------ |
| Chelsea    | 96.000 |
| Copenaghen | 51.500 |
| Gent       | 45.000 |
| Fiorentina | 42.000 |
| LASK       | 37.000 |
| Real Betis | 33.000 |

| Squadre             | Coeff  |
| Urna 2              | Urna 2 |
| ------------------- | ------ |
| İstanbul Başakşehir | 29.000 |
| Molde               | 28.500 |
| Legia Varsavia      | 18.000 |
| Heidenheim          | 17.324 |
| Djurgården          | 16.500 |
| APOEL               | 14.500 |

| Squadre           | Coeff  |
| Urna 3            | Urna 3 |
| ----------------- | ------ |
| Rapid Vienna      | 14.000 |
| Omonia            | 12.000 |
| HJK               | 11.500 |
| Vitória Guimarães | 11.263 |
| Astana            | 11.000 |
| Olimpia Lubiana   | 10.500 |

| Squadre         | Coeff  |
| Urna 4          | Urna 4 |
| --------------- | ------ |
| Cercle Bruges   | 9.760  |
| Shamrock Rovers | 9.500  |
| The New Saints  | 8.500  |
| Lugano          | 8.000  |
| Hearts          | 7.210  |
| Mladá Boleslav  | 7.210  |

| Squadre           | Coeff  |
| Urna 5            | Urna 5 |
| ----------------- | ------ |
| Petrocub Hîncești | 7.000  |
| San Gallo         | 6.595  |
| Panathīnaïkos     | 6.305  |
| TSC Bačka Topola  | 5.555  |
| Borac Banja Luka  | 5.500  |
| Jagiellonia       | 5.075  |

| Squadre      | Coeff  |
| Urna 6       | Urna 6 |
| ------------ | ------ |
| Celje        | 4.500  |
| Larne        | 4.500  |
| Dinamo Minsk | 4.500  |
| Pafos        | 4.420  |
| Víkingur     | 4.000  |
| Noah         | 2.125  |

## Sorteggio
| Squadra             | Urna 1 e 2          | Urna 1 e 2          | Urna 3 e 4        | Urna 3 e 4        | Urna 5 e 6        | Urna 5 e 6        |
| Squadra             | Casa                | Trasferta           | Casa              | Trasferta         | Casa              | Trasferta         |
| ------------------- | ------------------- | ------------------- | ----------------- | ----------------- | ----------------- | ----------------- |
| Chelsea             | Gent                | Heidenheim          | Shamrock Rovers   | Astana            | Noah              | Panathīnaïkos     |
| Copenaghen          | İstanbul Başakşehir | Real Betis          | Hearts            | Rapid Vienna      | Jagiellonia       | Dinamo Minsk      |
| Gent                | Molde               | Chelsea             | Omonia            | Lugano            | TSC Bačka Topola  | Larne             |
| Fiorentina          | LASK                | APOEL               | The New Saints    | Vitória Guimarães | Pafos             | San Gallo         |
| LASK                | Djurgården          | Fiorentina          | Cercle Bruges     | Olimpia Lubiana   | Víkingur          | Borac Banja Luka  |
| Real Betis          | Copenaghen          | Legia Varsavia      | HJK               | Mladá Boleslav    | Celje             | Petrocub Hîncești |
|                     |                     |                     |                   |                   |                   |                   |
| İstanbul Başakşehir | Heidenheim          | Copenaghen          | Rapid Vienna      | Cercle Bruges     | Petrocub Hîncești | Celje             |
| Molde               | APOEL               | Gent                | Mladá Boleslav    | HJK               | Larne             | Jagiellonia       |
| Legia Varsavia      | Real Betis          | Djurgården          | Lugano            | Omonia            | Dinamo Minsk      | TSC Bačka Topola  |
| Heidenheim          | Chelsea             | İstanbul Başakşehir | Olimpia Lubiana   | Hearts            | San Gallo         | Pafos             |
| Djurgården          | Legia Varsavia      | LASK                | Vitória Guimarães | The New Saints    | Panathīnaïkos     | Víkingur          |
| APOEL               | Fiorentina          | Molde               | Astana            | Shamrock Rovers   | Borac Banja Luka  | Noah              |
|                     |                     |                     |                   |                   |                   |                   |
| Rapid Vienna        | Copenaghen          | İstanbul Başakşehir | Shamrock Rovers   | Omonia            | Noah              | Petrocub Hîncești |
| Omonia              | Legia Varsavia      | Gent                | Rapid Vienna      | Hearts            | Víkingur          | Borac Banja Luka  |
| HJK                 | Molde               | Real Betis          | Olimpia Lubiana   | Lugano            | Dinamo Minsk      | Panathīnaïkos     |
| Vitória Guimarães   | Fiorentina          | Djurgården          | Mladá Boleslav    | Astana            | Celje             | San Gallo         |
| Astana              | Chelsea             | APOEL               | Vitória Guimarães | The New Saints    | TSC Bačka Topola  | Pafos             |
| Olimpia Lubiana     | LASK                | Heidenheim          | Cercle Bruges     | HJK               | Larne             | Jagiellonia       |
|                     |                     |                     |                   |                   |                   |                   |
| Cercle Bruges       | İstanbul Başakşehir | LASK                | Hearts            | Olimpia Lubiana   | San Gallo         | Víkingur          |
| Shamrock Rovers     | APOEL               | Chelsea             | The New Saints    | Rapid Vienna      | Borac Banja Luka  | Larne             |
| The New Saints      | Djurgården          | Fiorentina          | Astana            | Shamrock Rovers   | Panathīnaïkos     | Celje             |
| Lugano              | Gent                | Legia Varsavia      | HJK               | Mladá Boleslav    | Pafos             | TSC Bačka Topola  |
| Hearts              | Heidenheim          | Copenaghen          | Omonia            | Cercle Bruges     | Petrocub Hîncești | Dinamo Minsk      |
| Mladá Boleslav      | Real Betis          | Molde               | Lugano            | Vitória Guimarães | Jagiellonia       | Noah              |
|                     |                     |                     |                   |                   |                   |                   |
| Petrocub Hîncești   | Real Betis          | İstanbul Başakşehir | Rapid Vienna      | Hearts            | Pafos             | Jagiellonia       |
| San Gallo           | Fiorentina          | Heidenheim          | Vitória Guimarães | Cercle Bruges     | TSC Bačka Topola  | Larne             |
| Panathīnaïkos       | Chelsea             | Djurgården          | HJK               | The New Saints    | Dinamo Minsk      | Borac Banja Luka  |
| TSC Bačka Topola    | Legia Varsavia      | Gent                | Lugano            | Astana            | Noah              | San Gallo         |
| Borac Banja Luka    | LASK                | APOEL               | Omonia            | Shamrock Rovers   | Panathīnaïkos     | Víkingur          |
| Jagiellonia         | Molde               | Copenaghen          | Olimpia Lubiana   | Mladá Boleslav    | Petrocub Hîncești | Celje             |
|                     |                     |                     |                   |                   |                   |                   |
| Celje               | İstanbul Başakşehir | Real Betis          | The New Saints    | Vitória Guimarães | Jagiellonia       | Pafos             |
| Larne               | Gent                | Molde               | Shamrock Rovers   | Olimpia Lubiana   | San Gallo         | Dinamo Minsk      |
| Dinamo Minsk        | Copenaghen          | Legia Varsavia      | Hearts            | HJK               | Larne             | Panathīnaïkos     |
| Pafos               | Heidenheim          | Fiorentina          | Astana            | Lugano            | Celje             | Petrocub Hîncești |
| Víkingur            | Djurgården          | LASK                | Cercle Bruges     | Omonia            | Borac Banja Luka  | Noah              |
| Noah                | APOEL               | Chelsea             | Mladá Boleslav    | Rapid Vienna      | Víkingur          | TSC Bačka Topola  |

## Classifica finale
| Pos. | Squadra             | Pt | G | V | N | P | GF | GS | DG  |
| ---- | ------------------- | -- | - | - | - | - | -- | -- | --- |
| 1.   | Chelsea             | 18 | 6 | 6 | 0 | 0 | 26 | 5  | +21 |
| 2.   | Vitória Guimarães   | 14 | 6 | 4 | 2 | 0 | 13 | 6  | +7  |
| 3.   | Fiorentina          | 13 | 6 | 4 | 1 | 1 | 18 | 7  | +11 |
| 4.   | Rapid Vienna        | 13 | 6 | 4 | 1 | 1 | 11 | 5  | +6  |
| 5.   | Djurgården          | 13 | 6 | 4 | 1 | 1 | 11 | 7  | +4  |
| 6.   | Lugano              | 13 | 6 | 4 | 1 | 1 | 11 | 7  | +4  |
| 7.   | Legia Varsavia      | 12 | 6 | 4 | 0 | 2 | 13 | 5  | +8  |
| 8.   | Cercle Bruges       | 11 | 6 | 3 | 2 | 1 | 14 | 7  | +7  |
| 9.   | Jagiellonia         | 11 | 6 | 3 | 2 | 1 | 10 | 5  | +5  |
| 10.  | Shamrock Rovers     | 11 | 6 | 3 | 2 | 1 | 12 | 9  | +3  |
| 11.  | APOEL               | 11 | 6 | 3 | 2 | 1 | 8  | 5  | +3  |
| 12.  | Pafos               | 10 | 6 | 3 | 1 | 2 | 11 | 7  | +4  |
| 13.  | Panathīnaïkos       | 10 | 6 | 3 | 1 | 2 | 10 | 7  | +3  |
| 14.  | Olimpia Lubiana     | 10 | 6 | 3 | 1 | 2 | 7  | 6  | +1  |
| 15.  | Real Betis          | 10 | 6 | 3 | 1 | 2 | 6  | 5  | +1  |
| 16.  | Heidenheim          | 10 | 6 | 3 | 1 | 2 | 7  | 7  | 0   |
| 17.  | Gent                | 9  | 6 | 3 | 0 | 3 | 8  | 8  | 0   |
| 18.  | Copenaghen          | 8  | 6 | 2 | 2 | 2 | 8  | 9  | -1  |
| 19.  | Víkingur            | 8  | 6 | 2 | 2 | 2 | 7  | 8  | -1  |
| 20.  | Borac Banja Luka    | 8  | 6 | 2 | 2 | 2 | 4  | 7  | -3  |
| 21.  | Celje               | 7  | 6 | 2 | 1 | 3 | 13 | 13 | 0   |
| 22.  | Omonia              | 7  | 6 | 2 | 1 | 3 | 7  | 7  | 0   |
| 23.  | Molde               | 7  | 6 | 2 | 1 | 3 | 10 | 11 | -1  |
| 24.  | TSC Bačka Topola    | 7  | 6 | 2 | 1 | 3 | 10 | 13 | -3  |
| 25.  | Hearts              | 7  | 6 | 2 | 1 | 3 | 6  | 9  | -3  |
| 26.  | İstanbul Başakşehir | 6  | 6 | 1 | 3 | 2 | 9  | 12 | -3  |
| 27.  | Mladá Boleslav      | 6  | 6 | 2 | 0 | 4 | 7  | 10 | -3  |
| 28.  | Astana              | 5  | 6 | 1 | 2 | 3 | 4  | 8  | -4  |
| 29.  | San Gallo           | 5  | 6 | 1 | 2 | 3 | 10 | 18 | -8  |
| 30.  | HJK                 | 4  | 6 | 1 | 1 | 4 | 3  | 9  | -6  |
| 31.  | Noah                | 4  | 6 | 1 | 1 | 4 | 6  | 16 | -10 |
| 32.  | The New Saints      | 3  | 6 | 1 | 0 | 5 | 5  | 10 | -5  |
| 33.  | Dinamo Minsk        | 3  | 6 | 1 | 0 | 5 | 4  | 13 | -9  |
| 34.  | Larne               | 3  | 6 | 1 | 0 | 5 | 3  | 12 | -9  |
| 35.  | LASK                | 3  | 6 | 0 | 3 | 3 | 4  | 14 | -10 |
| 36.  | Petrocub Hîncești   | 2  | 6 | 0 | 2 | 4 | 4  | 13 | -9  |

Legenda:
      Qualificate agli ottavi di finale come teste di serie.
      Qualificate agli spareggi come teste di serie.
      Qualificate agli spareggi come non teste di serie.

## Risultati

### Prima giornata
| Arbitro: | Adam Ladebäck |

|              |           |                 |
| Piątek 45+2’ | Marcatori | 43’, 46’ Schaub |

| Arbitro: | Lothar D'hondt |

|                                   |           |             |
| Samu 7’ G. Silva 36’ T. Silva 62’ | Marcatori | 90+1’ Matko |

| Arbitro: | Enea Jorgji |

|                    |           |            |
| Beck 6’ Wanner 83’ | Marcatori | 77’ Blanco |

| Arbitro: | Arda Kardeşler |

|                                                      |           |                          |
| Minda 3’ Denkey 25’, 43’, 54’ (rig.) Magnée 63’, 68’ | Marcatori | 58’ Csoboth 81’ Mambimbi |

| Arbitro: | Oliver Reitala |

|                 |           |  |
| Kažukolovas 15’ | Marcatori |  |

| Arbitro: | Mohammed Al-Hakim |

|            |           |                                   |
| Alfred 21’ | Marcatori | 37’ (aut.) Palicevič 90+4’ Dhanda |

| Arbitro: | Radoslav Gidzhenov |

|                     |           |  |
| Aiás 58’ Pinson 76’ | Marcatori |  |

| Arbitro: | Luca Pairetto |

|             |           |  |
| Kapuadi 23’ | Marcatori |  |

| Arbitro: | Dario Bel |

|                                        |           |  |
| Eikrem 51’ Brynhildsen 78’ Ihler 90+5’ | Marcatori |  |

| Arbitro: | Sander van der Eijk |

|                                             |           |  |
| Coulibaly 51’ Kakoullīs 81’, 90’ Alioum 86’ | Marcatori |  |

| Arbitro: | Sebastian Gishamer |

|                   |           |  |
| Adli 65’ Kean 68’ | Marcatori |  |

| Arbitro: | Daniel Schlager |

|                                                 |           |                            |
| Veiga 12’ Neto 46’ Nkunku 63’ Dewsbury-Hall 70’ | Marcatori | 50’ Watanabe 90’ Gandelman |

| Arbitro: | Rob Harvey |

|                  |           |                           |
| Chatzīdiakos 12’ | Marcatori | 51’ Pululu 90+7’ Čurlinov |

| Arbitro: | David Dickinson |

|                                               |           |  |
| Papadopoulos 34’ Marques 56’ Dos Santos 90+1’ | Marcatori |  |

| Arbitro: | Mikkel Redder |

|                  |           |                                    |
| Lungu 26’ (rig.) | Marcatori | 33’, 52’ Correia 37’ Jaja 82’ Name |

| Arbitro: | Elchin Masiyev |

|                |           |                |
| Despotović 50’ | Marcatori | 11’ Mpakasetas |

| Arbitro: | Bulat Sariyev |

|                         |           |                      |
| Berisha 26’ Flecker 49’ | Marcatori | 58’ Priske 65’ Nguen |

| Arbitro: | Jérémie Pignard |

|             |           |            |
| Watts 90+2’ | Marcatori | 59’ Laïfīs |

### Seconda giornata
| Arbitro: | Vitālijs Spasjoņņikovs |

|                                           |           |             |
| Sigurpálsson 17’ Djurić 76’ Vatnhamar 83’ | Marcatori | 16’ Olaigbe |

| Arbitro: | Robert Jones |

|  |           |           |
|  | Marcatori | 63’ Savić |

| Arbitro: | Genc Nuza |

|              |           |                      |
| Stensson 62’ | Marcatori | 58’ Silva 79’ Santos |

| Arbitro: | Yigal Frid |

|                          |           |                                                 |
| Mambimbi 23’ Görtler 62’ | Marcatori | 50’ Martínez Quarta 54’, 69’ Ikoné 90+3’ Gosens |

| Arbitro: | Michal Očenáš |

|                         |           |  |
| Forrest 17’ Spittal 23’ | Marcatori |  |

| Arbitro: | Daniyar Sakhi |

|                 |           |  |
| Pululu 69’, 72’ | Marcatori |  |

| Arbitro: | Goga Kikacheishvili |

|                        |           |           |
| Fadiga 24’ Brown 90+5’ | Marcatori | 78’ Dæhli |

| Arbitro: | Vassilis Fotias |

|               |           |                                                    |
| Gallagher 48’ | Marcatori | 3’ Honohan 24’ Kenny 30’ (aut.) Cosgrove 54’ Burke |

| Arbitro: | Oleksii Derevinskyi |

|                                                |           |            |
| Svetlin 5’ Brnić 30’ Sešlar 34’ Kučys 51’, 77’ | Marcatori | 75’ Pelkas |

| Arbitro: | António Nobre |

|               |           |                                                  |
| Pellistri 69’ | Marcatori | 22’, 55’ João Félix 49’ Mudryk 59’ (rig.) Nkunku |

| Arbitro: | Kristo Tohver |

|           |           |  |
| Beljo 31’ | Marcatori |  |

| Arbitro: | Chrysovalantis Theouli |

|  |           |             |
|  | Marcatori | 38’ Steffen |

| Arbitro: | Julian Weinberger |

|  |           |                                        |
|  | Marcatori | 11’ Kapustka 47’ Luquinhas 62’ Chodyna |

| Arbitro: | Henrik Nalbandyan |

|            |           |  |
| Möller 46’ | Marcatori |  |

| Arbitro: | Daniele Chiffi |

|                            |           |  |
| Blanco 14’ Pedro Lucas 80’ | Marcatori |  |

| Arbitro: | Jasper Vergoote |

|  |           |            |
|  | Marcatori | 25’ Mainka |

| Arbitro: | Willy Delajod |

|               |           |                 |
| Ezzalzouli 8’ | Marcatori | 77’ (rig.) Diks |

| Arbitro: | Juri Frischer |

|                               |           |  |
| Holden 40’ McManus 78’ (rig.) | Marcatori |  |

### Terza giornata
| Arbitro: | Jan Petřík |

|                           |           |  |
| Hansen 17’ Gunnarsson 23’ | Marcatori |  |

| Arbitro: | Antoni Bandić |

|  |           |                                |
|  | Marcatori | 13’ Bolla 53’, 79’ Burgstaller |

| Arbitro: | Jakob Sundberg |

|                                  |           |             |
| Stanić 4’, 62’ Pantović 59’, 83’ | Marcatori | 61’ Mahmoud |

| Arbitro: | Robert Jones |

|  |           |                    |
|  | Marcatori | 57’ Brest 68’ Agba |

| Arbitro: | Tamás Bognár |

|               |           |  |
| Gandelman 31’ | Marcatori |  |

| Arbitro: | Atilla Karaoğlan |

|                                         |           |  |
| Luquinhas 10’, 55’ Gual 51’ (rig.), 59’ | Marcatori |  |

| Arbitro: | Donald Robertson |

|              |           |  |
| Anderson 87’ | Marcatori |  |

| Arbitro: | Snir Levy |

|                     |           |                 |
| Kenny 23’ Watts 38’ | Marcatori | 14’ J. Williams |

| Arbitro: | François Letexier |

|                        |           |           |
| Donis 37’ Abagna 45+1’ | Marcatori | 74’ Ikoné |

| Arbitro: | Christian-Petru Ciochirca |

|                                                                                          |           |  |
| Adarabioyo 12’ Guiu 13’ Disasi 18’ João Félix 21’, 41’ Mudryk 39’ Nkunku 69’, 76’ (rig.) | Marcatori |  |

| Arbitro: | Igor Pajač |

|                          |           |             |
| Gulliksen 49’ Hümmet 72’ | Marcatori | 17’ Đuričić |

| Arbitro: | Joey Kooij |

|                  |           |                     |
| Chiakha 79’, 83’ | Marcatori | 26’ Kény 80’ Piątek |

| Arbitro: | Kristoffer Hagenes |

|  |           |                          |
|  | Marcatori | 57’ Conteh 89’ Schöppner |

| Arbitro: | Miloš Milanović |

|                           |           |  |
| Pululu 6’ Hansen 70’, 75’ | Marcatori |  |

| Arbitro: | Ishmael Barbara |

|                 |           |                              |
| Diaby 4’ (aut.) | Marcatori | 29’ Görtler 79’ Vandermersch |

| Linz 7 novembre 2024, ore 21:00 CET | LASK               | 0 – 0 referto | Cercle Bruges | Oberösterreich Arena (8 500 spett.)\| Arbitro: \| Radoslav Gidzhenov \| |
| Arbitro:                            | Radoslav Gidzhenov |               |               |                                                                         |

| Arbitro: | Novak Simović |

|                         |           |           |
| Natan 75’ Jiménez 90+4’ | Marcatori | 81’ Nieto |

| Arbitro: | Paweł Raczkowski |

|                            |           |           |
| Silva 40’ (rig.) Rivas 59’ | Marcatori | 72’ Kušej |

### Quarta giornata
| Arbitro: | Genc Nuza |

|                   |           |            |
| Piątek 42’ (rig.) | Marcatori | 90+6’ Bors |

| Arbitro: | Nikola Dabanović |

|             |           |             |
| Kalaica 40’ | Marcatori | 89’ Ramírez |

| Arbitro: | Serdar Gözübüyük |

|  |           |                       |
|  | Marcatori | 51’ Nkunku 86’ Mudryk |

| Arbitro: | Elchin Masiyev |

|                        |           |  |
| Efekele 40’ Magnée 90’ | Marcatori |  |

| Arbitro: | Michal Očenáš |

|            |           |                                |
| Adeola 13’ | Marcatori | 6’ Elyounoussi 55’ (rig.) Diks |

| Erevan 28 novembre 2024, ore 18:45 CET | Noah              | 0 – 0 referto | Víkingur | Stadio repubblicano Vazgen Sargsyan (5 000 spett.)\| Arbitro: \| Menelaos Antoniou \| |
| Arbitro:                               | Menelaos Antoniou |               |          |                                                                                       |

| Arbitro: | Jérémie Pignard |

|                         |           |                   |
| Cissé 31’ Konietzke 65’ | Marcatori | 40’, 53’ Pantović |

| Arbitro: | Gustavo Correia |

|                           |           |             |
| Despotović 82’ Skorup 89’ | Marcatori | 51’ Berisha |

| Arbitro: | Damian Sylwestrzak |

|  |           |            |
|  | Marcatori | 41’ Laïfīs |

| Arbitro: | Allard Lindhout |

|                                     |           |                                |
| Zec 7’ Nieto 54’ Diéguez 80’ (aut.) | Marcatori | 34’ Pululu 71’ Imaz 78’ Hansen |

| Arbitro: | Donatas Rumšas |

|                   |           |  |
| Toivio 33’ (aut.) | Marcatori |  |

| Arbitro: | Philip Farrugia |

|  |           |               |
|  | Marcatori | 41’ Gulliksen |

| Arbitro: | Espen Eskås |

|                                                  |           |                    |
| Kouamé 38’ Goldar 53’ (aut.) Martínez Quarta 72’ | Marcatori | 68’ Jairo 87’ Jajá |

| Arbitro: | Enea Jorgji |

|                      |           |  |
| Mahou 6’ Doumbia 86’ | Marcatori |  |

| Arbitro: | Daniel Schlager |

|                     |           |              |
| Vojta 51’ Vydra 54’ | Marcatori | 17’ Lo Celso |

| Arbitro: | Sander van der Eijk |

|            |           |  |
| Durdov 67’ | Marcatori |  |

| Arbitro: | Radoslav Gidzhenov |

|  |           |                                           |
|  | Marcatori | 17’ Morishita 77’ Szczepaniak 86’ Wszołek |

| Arbitro: | Gergő Bogár |

|              |           |           |
| Cvetković 9’ | Marcatori | 55’ Kenny |

### Quinta giornata
| Arbitro: | Luka Bilbija |

|                  |           |                        |
| Sigurpálsson 72’ | Marcatori | 62’ Kosugi 65’ Wikheim |

| Arbitro: | Sven Jablonski |

|             |           |                         |
| Tomasov 45’ | Marcatori | 14’, 18’ Guiu 39’ Veiga |

| Arbitro: | Balázs Berke |

| |           |  |
| Sottil 10’, 58’ Ikoné 22’ Richardson 39’ Mandragora 69’ Stojković 82’ (aut.) Guðmundsson 85’ (rig.) | Marcatori |  |

| Arbitro: | Andrea Colombo |

|                             |           |  |
| Chiakha 48’ Diks 78’ (rig.) | Marcatori |  |

| Arbitro: | Sayat Karabayev |

|                                   |           |  |
| Haŭrylovič 67’ (rig.) Zherdev 73’ | Marcatori |  |

| Arbitro: | Miloš Milanović |

|            |           |                                         |
| Aiás 45+4’ | Marcatori | 23’ Chebake 89’ Kostadinov 90+3’ Abagna |

| Arbitro: | Lothar D'hondt |

|  |           |             |
|  | Marcatori | 54’ Bakambu |

| Arbitro: | Atilla Karaoğlan |

|                           |           |                |
| Erwin 32’ Meriluoto 90+2’ | Marcatori | 14’, 27’ Ihler |

| Arbitro: | Marco Guida |

|                                |           |            |
| Türüç 6’ Crespo 18’ Piątek 68’ | Marcatori | 61’ Honsak |

| Arbitro: | Juan Martínez Munuera |

|               |           |                         |
| Morishita 11’ | Marcatori | 40’ Bottani 74’ Hajdari |

| Arbitro: | Adam Ladebäck |

|           |           |                                               |
| Blanco 5’ | Marcatori | 2’, 81’ Olaigbe 24’ Felipe Augusto 72’ Denkey |

| Arbitro: | Nick Walsh |

|             |           |                                                |
| Csoboth 66’ | Marcatori | 33’ Mendes 58’ G. Silva 84’ Alberto 90+4’ Samu |

| Arbitro: | David Dickinson |

|           |           |  |
| Vydra 76’ | Marcatori |  |

| Arbitro: | Ashot Ghaltakhchyan |

|                                         |           |  |
| Dean 8’ (rig.) Gandelman 13’ Surdez 20’ | Marcatori |  |

| Arbitro: | Daniel Stefański |

|                                       |           |           |
| Kakoullis 52’ Semedo 66’ Saidou 90+6’ | Marcatori | 62’ Beljo |

| Arbitro: | Paweł Raczkowski |

|                          |           |  |
| Dragomir 48’ Correia 63’ | Marcatori |  |

| Arbitro: | Stefan Ebner |

|                             |           |  |
| Kenny 12’, 64’ Farrugia 56’ | Marcatori |  |

| Arbitro: | Oliver Reitala |

|  |           |                                  |
|  | Marcatori | 15’ Đuričić 62’ (rig.) Ioannidis |

### Sesta giornata
| Arbitro: | Javier Alberola Rojas |

|                |           |            |
| Theuerkauf 30’ | Marcatori | 77’ Stanić |

| Arbitro: | Sebastian Gishamer |

|           |           |                 |
| Donis 57’ | Marcatori | 64’ Kažukolovas |

| Arbitro: | István Vad |

|             |           |            |
| Brunner 82’ | Marcatori | 74’ Piątek |

| Arbitro: | Willy Delajod |

|                                                      |           |          |
| Guiu 23’, 34’, 45+3’ Dewsbury-Hall 40’ Cucurella 58’ | Marcatori | 26’ Poom |

| Arbitro: | David Šmajc |

|                                   |           |             |
| Nguen 24’ Hümmet 45+4’ Åslund 76’ | Marcatori | 56’ Wszołek |

| Arbitro: | Nenad Minaković |

|                        |           |                              |
| Mahmoud 7’ Bottani 33’ | Marcatori | 4’ (aut.) Saipi 90+5’ Goldar |

| Banja Luka 19 dicembre 2024, ore 21:00 CET | Borac Banja Luka  | 0 – 0 referto | Omonia | Gradski stadion Banja Luka (5 034 spett.)\| Arbitro: \| Mohammed Al-Hakim \| |
| Arbitro:                                   | Mohammed Al-Hakim |               |        |                                                                              |

| Arbitro: | Marian Barbu |

|                                          |           |                           |
| Stanić 41’ Đakovac 74’, 76’ Pantović 81’ | Marcatori | 5’, 48’ Aiás 15’ Ferreira |

| Arbitro: | Ondřej Berka |

|                        |           |                               |
| Wilson 64’ Spittal 70’ | Marcatori | 21’ Plătică 83’ (rig.) Mudrac |

| Białystok 19 dicembre 2024, ore 21:00 CET | Jagiellonia  | 0 – 0 referto | Olimpia Lubiana | Stadio municipale (14 329 spett.)\| Arbitro: \| Luís Godinho \| |
| Arbitro:                                  | Luís Godinho |               |                 |                                                                 |

| Arbitro: | Sigurd Kringstad |

|              |           |  |
| Cosgrove 74’ | Marcatori |  |

| Arbitro: | Mohammed Al-Emara |

|              |           |                         |
| Ljubičić 26’ | Marcatori | 23’ (rig.) Sigurpálsson |

| Arbitro: | Visar Kastrati |

|                                                    |           |                              |
| Ihler 27’ Král 42’ (aut.) Kaasa 64’ Stenevik 90+1’ | Marcatori | 5’ Suchý 59’ Kušej 61’ Vydra |

| Arbitro: | Lukas Fähndrich |

|                           |           |                       |
| Edmilson 20’, 43’ Zec 79’ | Marcatori | 19’ Davies 42’ Holden |

| Arbitro: | Rob Hennessy |

|                                            |           |  |
| Jeremejeff 33’ Tetê 54’, 65’ Iōannidīs 84’ | Marcatori |  |

| Arbitro: | Patrik Kolarić |

|             |           |  |
| Cardoso 27’ | Marcatori |  |

| Arbitro: | John Beaton |

|                                |           |  |
| Beljo 45+2’ Wurmbrand 51’, 65’ | Marcatori |  |

| Arbitro: | Juxhin Xhaja |

|              |           |                |
| G. Silva 33’ | Marcatori | 87’ Mandragora |